# Mystrium silvestrii
Mystrium silvestrii é uma espécie de formiga do gênero Mystrium.